# 韩相河
韩相河（1963年11月—），男，中华人民共和国教育家。

## 生平
1984年工作，1999年加入中国共产党。中学高级教师。2001年7月山东师范大学数学系研究生班结业。现任山东省实验中学校长、党委书记。